# 堀茂
堀 茂（ほり しげる、1956年12月5日 - ）は、日本の近現代史家。専門は政治外交史、国際政治学、軍事史、政軍関係論、政治思想。
公益財団法人国家基本問題研究所客員研究員。「平成の大演説会　Ｖｏｌ２２』講師（平成29年6月）、防衛省陸上幕僚監部「陸上自衛隊フォーラム」有識者委員、明治の日推進協議会運営委員、『維新と興亜』（望楠書房）顧問。
堀茂氏は、日本の政軍関係を中心に、安全保障政策、統治構造、政治思想、さらには軍事史・政治史にも関心を広げる実証的かつ構想的な研究者である。主たる研究の焦点は、日本型「文民統制」の制度的空洞化と、それに伴う政・官・軍三者の権力関係の構造的分析にある。とりわけ、防衛省内部の組織構造や自衛隊制服組の政策形成への関与、国家安全保障会議（NSC）の形骸化などを取り上げ、制度と運用の齟齬を明らかにし、現実的かつ具体的な制度改革を提案している。
加えて、堀氏は歴史的視野にも優れ、自衛隊創設以降の防衛制度の変遷、戦後政治と安全保障の関係、そして戦後日本政治史における政軍関係の位置づけを分析。歴史的背景を踏まえた制度理解を通じて、政策提言の説得力を高めている。また、政治思想面では、戦後平和主義や「非軍事国家論」への批判を通じて、国家主権と統治の責任に根ざした保守リアリズムの立場を一貫して保持。制度分析と思想的立場が統合された点に、氏の研究の独自性がある。
このように、堀氏は日本の政軍関係という専門的分野を軸に、軍事史・政治史・政治思想を有機的に結びつけながら、学術と政策の架橋を試みている。単なる評論や理論構築にとどまらず、政治家や実務家にとって実効性のある提案を行う稀有な存在であり、日本における政軍関係と安全保障ガバナンスを再構築する上で、重要な知的リーダーの一人といえる。
また堀茂氏は、日本の近現代政治史と政軍関係研究において、制度と理念の架橋を志向する稀有な思想家でもある。彼の特筆すべき点は、抽象的な倫理概念―精神の高貴・忠誠・死生観―を、制度的構想や政策提言に落とし込む卓越した構築力にある。代表的概念である「予見的文民統制」は、従来の形式主義的な文民統制を批判し、政治が軍事の専門性を理解した上で事前に方向づけを行うという制度思想として提示された。これはハンチントン的政軍関係論を日本に応用しつつ、シュミット的主権論やウェーバー的政治倫理も踏まえた複層的構想であり、思想と制度、歴史と現実を繋ぐ橋梁の役割を果たす。
さらに、三島由紀夫・保田與重郎らの思想的遺産を継承し、「精神の高貴」を制度的文脈で継承しうるものとして再定義している点も特筆される。天皇統帥構想や国防の国民化などを通じ、戦後日本の精神的頽廃と制度的従属の同時克服を目指しており、それは単なる軍事論や政治制度論ではなく、精神と制度の統合的再創造である。近現代史研究においても、昭和期の官僚制や軍部の権力構造を実証的に分析しつつ、その背後にある思想構造まで視野に入れている。堀氏の営為は、制度に降りた精神の哲学であり、戦後思想空間における制度化された美学とも呼びうる知的挑戦である。

## 学歴
1980年、立教大学経済学部卒業。
2004年、杏林大学大学院国際協力研究科博士後期課程単位取得満期退学。

## 論文
- 「日露戦争までの我が国の政軍関係」『杏林大学大学院論文集』2003年
- 「長閥の数値的実態に関する一考察　－『二葉会』による長州人陸大入校阻止について－」『軍事史学』2007年[6]
- 「帝国陸軍『革新』志向諸グループと反『長閥』運動　－　レトリックとしての反『長閥』－」『軍事史学』2008年[6]
- 「林銑十郎内閣成立過程における陸軍部内の権力構造についての一考察　－権力下降による幕僚間抗争の激化と複雑化」『政治経済史学』2011年[6]
- 「内務官僚の陸軍中堅幕僚への近接について -『反既成政党』から『政党排除』という逆説へ－」『政治経済史学』2012年[6]
- 「斉藤実内閣期文官分限令改正後の官僚の『変容』について －『コンサヴァティブ・エンヂニア』から『クリエティブ・エンヂニィア』へ－」『政治経済史学』2013年[6]
- 「国家社会主義者」高畠素之と「革新官僚」－ 実践的継承者としての「クリエティヴ・エンヂニィア」の役割とその限界 ―『政治経済史学』2014年[6]
- 「東亜共同体」論と『解剖時代』の同人たち　－「神話」として終わった思想の「歴史的必然」とその使命 ―『政治経済史学』2015年[6]
- 「第一次大戦後帝国陸軍「革新幕僚」の志向とその施策　－”ファシリテイター”永田鐡山による『総力戦体制』構築への「国防の国民化」－」『政治経済史学』2016年[6]
- 「『軍産複合体』下の米国の『政軍関係』」‐文民と軍人の対峙と一体化‐[7]　『国基研紀要』第4号2024年
- 「『栗栖事件』再考　－疑似的政軍関係のなかでの"proxy civilian control"－」[8]『政治経済史学』2024年

## 評論
- 「親米」ポチが反米・西部邁氏にカミつく　月刊『正論』　2003年6月号（産経新聞社）
- 「文民統制」と「統帥権」　『國の防人』2017年9月（展転社）
- ｢主権線」防衛強化と「利益線」再設定を！ - 統合運用の中での「陸自」の戦略的価値 -  『國の防人』　2017年12月(展転社)
- 「自衛隊を天皇統帥の国軍に」　『アイデンティティ』第91号　2018年4月1日
- 「いまこそ『国防の国民化』を！- 『国防税』導入のすすめ -　」 『國の防人』　2018年6月（展転社）
- 「『無私の愛國者』山口二矢と父晋平」　『國の防人』　2018年9月（展転社）
- 「ニヒリズムなき政治と『畏れ』知らぬ為政者　－『相対化』を拒絶する人々ー」『國の防人』　2018年12月（展転社）
- 「『文伐』と『国益の啓蒙化』の狭間で　‐日本外交に戦略はあるか‐　（前）」『國の防人』　2019年3月（展転社）
- 「『文伐』と『国益の啓蒙化』の狭間で　‐日本外交に戦略はあるか‐　（後）」『國の防人』　2019年6月（展転社）
- 「天皇自衛隊統帥論」　『國の防人』　2019年9月（展転社）
- 「米國が韓國を『ヴェトナム化』する日」『國の防人』　2019年12月（展転社）
- 「文化概念」としての天皇と自衛隊　『アイデンティティ」第102号　2020年2月1日
- 「文化概念」としての天皇と「統帥権」『國の防人』　2020年3月（展転社）
- 「承詔必謹と『イロニー』としての日本」『國の防人』　2020年６月（展転社）
- 「無能」のすすめ」 『國の防人』　2020年９月（展転社）
- 「『顧客國民』とポピュリズム」『國の防人』　2020年12月（展転社）
- 「米對中外交の歷史的蹉跌と日本」『國の防人』　2021年3月（展転社）
- 「承詔必謹と『偉大な敗北』」『経綸』142号　2021年3月（日本経綸機構）
- 「『無脊椎』の日本」『國の防人』　2021年6月（展転社）
- 「『不敗』の精神が『泰平』を実現する」『國の防人』　2021年9月（展転社）
- 「『文民統制』再考」『國の防人』2021年12月（展転社）
- 「憂国の唯我独尊　象山佐久間修理」『國の防人』2022年3月（展転社）
- 「唯一の被爆国こそ核武装せよ！」[9]『維新と興亜』2022年5月（望楠書房）
- 「『馬上の人』と『机辺の人』軍産複合体下の米国の『政軍関係』」『國の防人』2022年6月（展転社）
- 「”失地回復主義”と専守防衛」『立志』2022年8月
- 「『栗栖事件』再考　日本型政軍関係の原点」『國の防人』2022年9月（展転社）
- 「日本は北朝鮮を見倣え」[10]『維新と興亜』2022年11月（望楠書房）
- 「『ハイブリッド戦争』における『政軍関係』の変容」『國の防人』2022年12月（展転社）

## 著書
- 『昭和初期政治史の諸相　－官僚と軍人と党人ー』[11]　（展転社）　2017年。
- 『天皇が統帥する自衛隊　－「國體」と「國防」－』 [12]（展転社）　2019年
- 『「無脊椎」の日本　”高貴な精神”の復活なくして戦後からの脱却はない”』[13]（展転社）2021年
- 『「政軍関係」研究　新たな文民統制の構築』[14]共編著（並木書房）2023年